# Vuk Krsto Frankopan

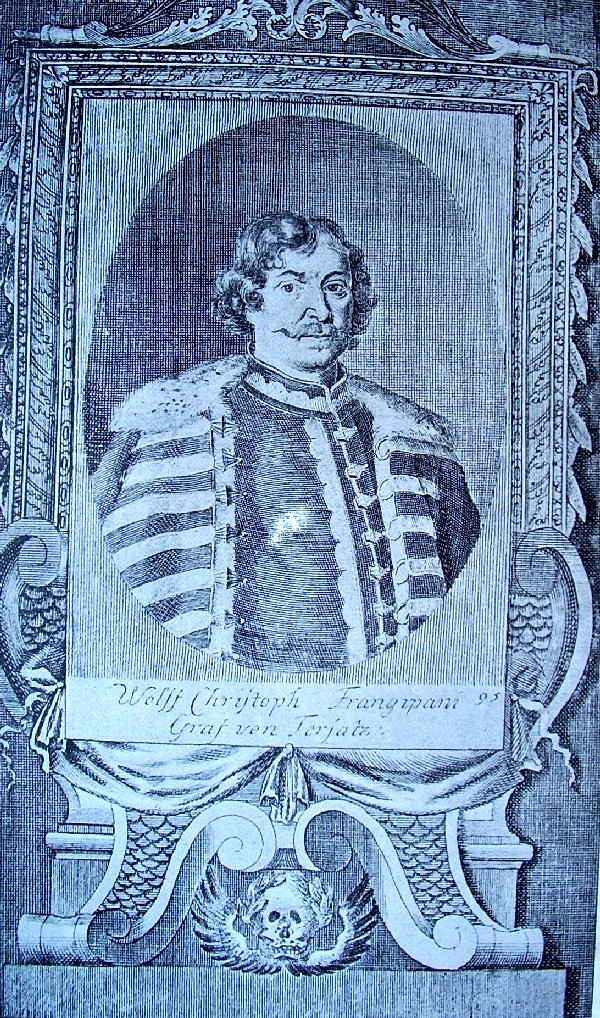
Vuk II. Krsto Frankopan (1578–1652)

Vuk II. Krsto Graf Frankopan (* 1578; † 1652) war der Sohn des Gašpar Frankopan, Graf von Tržac und Führer der Stadt Ogulin, und Katarina Lenković, einer Schwester des Generals Juraj Lenković, General aus Karlovac.
Im Jahr 1618 wurde er Nachfolger seines Vaters als Führer der Stadt Ogulin. 1626 wurde er zum General von Karlovac ernannt und blieb der Oberbefehlshaber der Kroatischen Militärgrenze bis 1652.